# Robert Kovač
Robert Kovač, né le 6 avril 1974 à Berlin en Allemagne de l'Ouest, est un footballeur international croate possédant la double nationalité croate et allemande. Il jouait au poste de défenseur central.
Son frère, Niko Kovač, était aussi un joueur de football international croate.

## Biographie

### En club
Le 2 juin 2010, il annonce qu'il met un terme à sa carrière.

### En équipe nationale
Il reçoit sa première cape en avril 1999 à l'occasion d’un match contre l'équipe d'Italie.
Kovač participe à la Coupe du monde 2002 puis à la Coupe du monde 2006 avec l'équipe de Croatie.
Le sélectionneur de l'équipe de Croatie, Slaven Bilić, le retient parmi l'effectif de vingt-trois joueurs appelé à participer à l'Euro 2008.

## Carrière
- 1995-1996 :  FC Nuremberg
- 1996-2001 :  Bayer Leverkusen
- 2001-2005 :  Bayern Munich
- 2005-2007 :  Juventus
- 2007-jan 2009 :  Borussia Dortmund
- jan 2009-2010 :  Dinamo Zagreb[2],[3]

## Palmarès
- 84 sélections et 0 but avec l'équipe de Croatie
- Vainqueur de la Coupe intercontinentale en 2001 avec le Bayern de Munich
- Champion d'Allemagne en 2003 et 2005 avec le Bayern de Munich
- Vainqueur de la Coupe d'Allemagne en 2003 et en 2005 avec le Bayern de Munich
- Vainqueur de la Coupe de la Ligue allemande en 2004 avec le Bayern Munich
- Vainqueur de la Supercoupe d'Allemagne en 2008 avec le Borussia Dortmund
- Champion d'Italie de Serie B en 2007 avec la Juventus de Turin
- Finaliste de la Coupe d'Allemagne en 2008 avec le Borussia Dortmund
- Champion de Croatie en 2009 et 2010 avec le Dinamo Zagreb
- Vainqueur de la Coupe de Croatie en 2009 avec le Dinamo Zagreb